# 1701 год в музыке

## События
- Георг Филипп Телеман зачислен в Университет Лейпцига на факультет права. В том же году он впервые встречает Георга Фридриха Генделя.
- Основана Филармоническая академия Labacensis (словен. Academia Philharmonicorum Labacensis), ныне Словенский филармонический оркестр.
- В конкурсе за лучшую музыку к маске Уильяма Конгрива «Суд Париса» победителем стал английский композитор Джон Уэлдон (англ. John Weldon), второе место занял Джон Эклс, третьим был Дэниел Пёрселл (англ. Daniel Purcell).
- В Лондоне поставлена полуопера «Ацис и Галатея» (англ. Acis and Galatea) композитора Джона Эклса и писателя Питера Энтони Мотто (англ. Peter Anthony Motteux).
- Доменико Скарлатти назначен органистом и композитором при дворе вице-короля Неаполя.
- Иоганн Георг Але (нем. Johann Georg Ahle) опубликовал последнюю четвёртую часть трактата Johan Georg Ahlens musikalisches Winter-Gespräche, посвящённого интервалам и ладам.

## Классическая музыка
- Джованни Энрико Альбикастро — XII Suonate a tre, due violini et violoncello col basso per l’organo.
- Томазо Альбинони — 12 Baletti de Camera.
- Марен Маре — Domine salvum fac regem.
- Георг Муффат — Auserlesene Instrumentalmusik.

## Опера
- Антонио Кальдара — La Partenope.
- Райнхард Кайзер — Störtebecker und Jödge Michaels.
- Томас де Торрехон-и-Веласко (исп. Tomás de Torrejón y Velasco) — «Кровь розы» (исп. La púrpura de la rosa).

## Публикации
- Себастьян де Броссар составил и опубликовал первый во Франции музыкальный словарь Dictionnaire de musique.

## Родились
- 10 января — Иоганн Каспар Симон (нем. Johann Caspar Simon), немецкий кантор, органист и композитор (умер в 1776).
- 1 февраля — Йохан Агрелл (нем. Johan Agrell), немецко-шведский композитор и скрипач (умер 19 января 1765).
- 19 июня — Франсуа Ребель, французский скрипач, дирижёр и композитор, сын Жана Фери Ребеля (умер 7 ноября 1775).
- 22 сентября — Анна Магдалена Бах (нем. Anna Magdalena Bach), вторая жена Иоганна Себастьяна Баха, которой он посвятил несколько своих работ (умерла 22 февраля 1760).

## Умерли
- 15 февраля — Адам Дрезе (нем. Adam Drese), немецкий композитор и контрабасист (родился в 1620).
- 10 марта — Иоганн Шелле (нем. Johann Schelle), немецкий барочный композитор (родился 6 октября 1648).
- 13 октября — Андреас Антон Шмельцер (нем. Andreas Anton Schmelzer), австрийский композитор и скрипач, сын композитора и скрипача Иоганна Генриха Шмельцера (родился в 1653).

Предположительно —
- Каролюс Аккар (нидерл. Carolus Hacquart), нидерландский композитор рождённый в Брюгге (родился в 1640).
- Сервас де Конинк (нидерл. Servaes de Koninck), нидерландский композитор рождённый во Фландрии (родился в 1654).